# Can Pararols
Can Pararols és un edifici noucentista de la Vall de Bianya (Garrotxa) que forma part de l'Inventari del Patrimoni Arquitectònic de Catalunya.

## Descripció
És una casa voltada de jardí, de planta rectangular, ampli cos central i dos més baixos i petits als laterals. El teulat és a quatre aigües i disposa de planta baixa, amb la porta d'accés a la part central, i dos pisos superiors. Les obertures es troben repartides per les façanes seguint un eix central de simetria. Cal destacar el petit teuladet que guarda dues finestres al primer pis, fet amb teules planes, a tres aigües. Damunt ell hi ha dos finestres de punt rodó que ventilen el segon pis. Cal destacar un petit templet que es troba al jardí a manera de glorieta. És de planta rectangular, amb teulat a quatre aigües de teules planes i està sostingut per quatre pilars cantoners.